# Karol Zalewski
Karol Zalewski (Reszel, 7 de agosto de 1993) es un deportista polaco que compite en atletismo, especialista en las carreras de relevos.
Participó en dos Juegos Olímpicos de Verano, en los años 2016 y 2020, obteniendo una medalla de oro en Tokio 2020, en la prueba de 4 × 400 m mixto.
Ganó una medalla de oro en el Campeonato Mundial de Atletismo en Pista Cubierta de 2018 y una medalla de plata en el Campeonato Europeo de Atletismo en Pista Cubierta de 2015, ambas en el relevo 4 × 400 m.

## Palmarés internacional
| Juegos Olímpicos                     | Juegos Olímpicos         | Juegos Olímpicos | Juegos Olímpicos |
| Año                                  | Lugar                    | Medalla          | Prueba           |
| ------------------------------------ | ------------------------ | ---------------- | ---------------- |
| 2020                                 | Tokio (Japón)            | Medalla de oro   | 4 × 400 m mixto  |
| Campeonato Mundial en Pista Cubierta |                          |                  |                  |
| Año                                  | Lugar                    | Medalla          | Prueba           |
| 2018                                 | Birmingham (Reino Unido) | Medalla de oro   | 4 × 400 m        |
| Campeonato Europeo en Pista Cubierta |                          |                  |                  |
| Año                                  | Lugar                    | Medalla          | Prueba           |
| 2015                                 | Praga (República Checa)  | Medalla de plata | 4 × 400 m        |